# Ramin Ibrahimov
Ramin Ibrahimov (en azéri : Ramin İbrahim oğlu İbrahimov ; né en 1978 à Idjevan, Arménie) est un judoka et entraîneur paralympique azerbaïdjanais qui concourt dans la catégorie de poids jusqu'à 60 kilogrammes et la catégorie de cécité B2, vainqueur des Jeux mondiaux de 2007, deux fois Champion d'Europe (2007 et 2009).

## Biographie
Ramin Ibrahimov est né le 2 juillet 1978. Dès sa naissance, Il souffrait d'un grave trouble de la vision héréditaire. Cependant, avant même de devenir handicapé visuel, il s’implique dans le sport. En 1990, il commence à pratiquer le sambo et devient vainqueur et lauréat des championnats d'Europe et du monde de sambo.En 2006, R. Ibrahimov s'adresse au Comité national paralympique d'Azerbaïdjan pour lui demander de l'accepter comme membre de l'équipe paralympique de judo. 

## Carrière sportive
En 2007, Ibrahimov devient champion d'Europe et vainqueur des Jeux mondiaux de São Paulo. Il remporte en Chine la médaille de bronze des XIIIes Jeux Paralympiques d'été.
En 2009, Ramin Ibrahimov devient double champion d'Europe et en 2011. Il reçoit la médaille Tərəqqi (Progrès)pour ses services dans le développement du mouvement paralympique en Azerbaïdjan, sur ordre du président de l'Azerbaïdjan.
En 2012, Ramin Ibrahimov remporte l'or aux Jeux paralympiques de Londres en battant un athlète chinois en finale. Par ordre du président de l'Azerbaïdjan du 14 septembre 2012, Ibragimov est décoré de l'Ordre « Shohrat ».
En 2017, Ibrahimov est nommé entraîneur-chef de l'équipe paralympique féminine azerbaïdjanaise de judo.
Aux Jeux Paralympiques de 2020 à Tokyo, quatre des élèves d’Ibragimov deviennent championnes. Par arrêté du Président de la République d'Azerbaïdjan Ilham Aliyev du 6 septembre 2021, Ramin Ibrahimov reçoit le « Diplôme honorifique du Président de la République d'Azerbaïdjan » pour ses hautes réalisations aux XVIes Jeux Paralympiques d'été de Tokyo et ses services dans le développement du sport azerbaïdjanais.